# Bosnisch-herzegowinische Davis-Cup-Mannschaft
Die bosnisch-herzegowinische Davis-Cup-Mannschaft ist die Herren-Tennisnationalmannschaft von Bosnien und Herzegowina. 

## Geschichte
Seit 1996 nimmt die Mannschaft als eigenständige Formation am Davis Cup teil, zuvor waren die Spieler Teil des jugoslawischen Teams. Erfolgreichster Spieler ist Meride Zahirović mit insgesamt 20 Siegen. Mit 24 Teilnahmen innerhalb von sieben Jahren ist Haris Bašalić Rekordspieler.